# Karmarschstraße 44

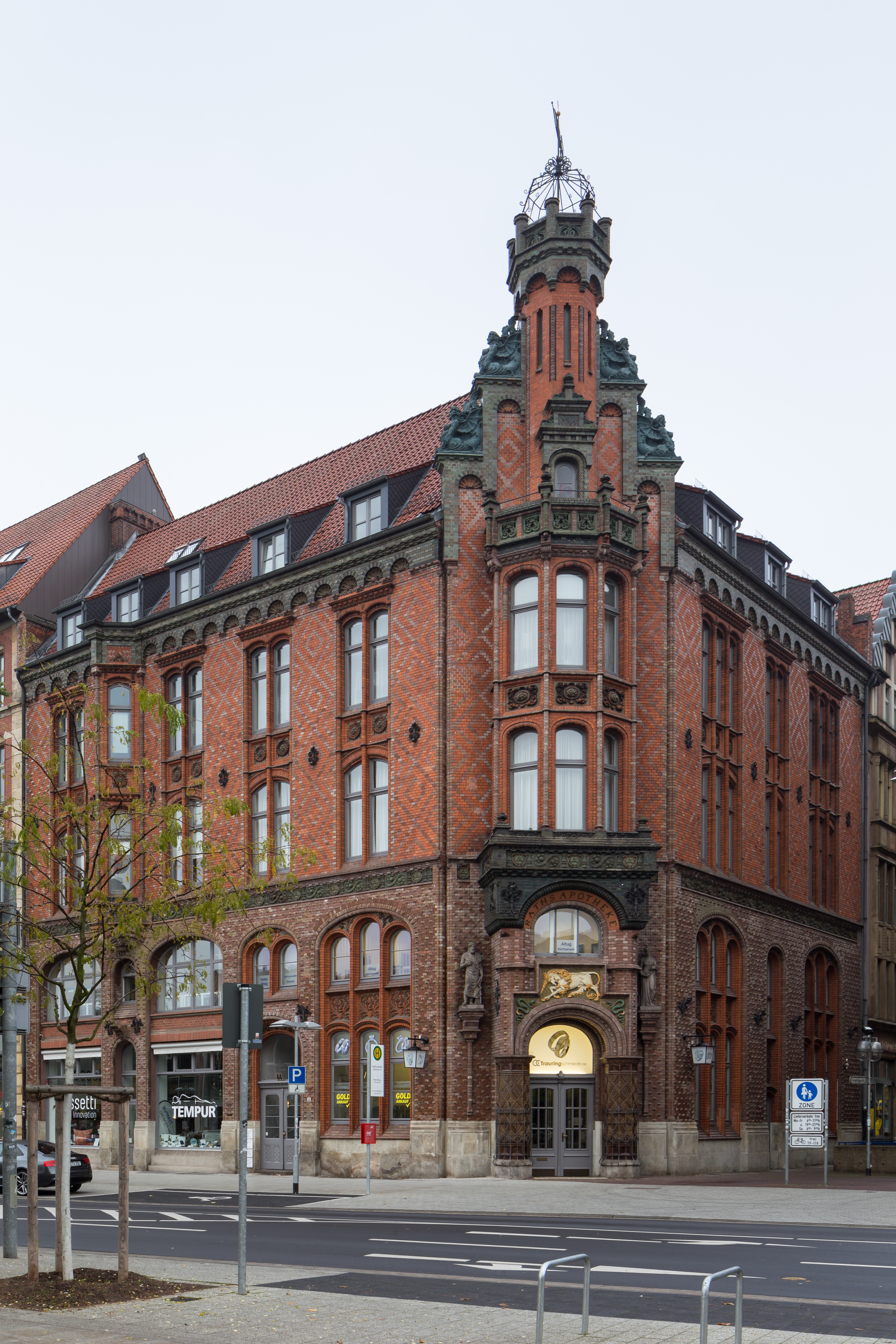
Karmarschstraße 44 an der Ecke Köbelingerstraße in Hannover

Das Gebäude Karmarschstraße 44 in Hannover ist ein denkmalgeschütztes Backsteingebäude aus dem ausgehenden 19. Jahrhundert.

## Lage
Das Gebäude Karmarschstraße 44 ist ein Eckgebäude an der Straßenkreuzung der Karmarschstraße mit der Köbelingerstraße. Gegenüberliegend an der Karmarschstraße liegt im Süden die Markthalle. Gegenüberliegend im Norden an der Köbelingerstraße steht das Alte Rathaus.

## Geschichte der Rathsapotheke
Der frühere sogenannte Apothekenflügel am Alten Rathaus (gegenüber dem Grundstück Karmarschstraße 44) war von 1565 bis 1567 durch Hinrich Holste aus Hildesheim erbaut worden. Hier befand sich die erste Apotheke Hannovers. Mit dem Neubau wurde die Rathsapotheke auf die andere Straßenseite verlagert.

## Bauwerk
Das heutige Bauwerk wurde von Paul Rowald als Wohn- und Geschäftshaus entworfen und von Max Küster 1891 erbaut. Der Vorgängerbau stammte aus der Zeit um 1830 und war von August Heinrich Andreae erbaut worden. Vom Vorgängerbau finden sich heute noch die beiden Statuen am Eingang: Hippokrates und Hygieia, die als Allegorien des Heilwesens auf die Nutzungen des Gebäudes hinweisen. Beide Statuen stammen von Bernhard Wessel. Die übrige Bauplastik ist von H. Schaper.
Der viergeschossiger und traufständige Backsteinbau fällt insbesondere durch seine verschiedenfarbig glasierten Ziegel auf. Der Eckeingang zeigt oberhalb ein Einhorn und darüber im Rundbogen den Schriftzug „Rathsapotheke“. Oberhalb des Erkers und Staffelgiebels findet sich ein markanter Turmaufsatz mit Wetterfahne.

## Denkmalschutz
Das Gebäude ist als Einzeldenkmal nach dem Niedersächsischen Denkmalschutzgesetz ausgewiesen. Das Niedersächsische Landesamt für Denkmalpflege begründet die Denkmaleigenschaft mit der „geschichtlichen Bedeutung als beispielhafter Bautyp mit Zeugnis- und Schauwert für die Bau- und Siedlungsgeschichte im Rahmen der Ortsgeschichte, die künstlerische Bedeutung mit dem Erlebniswert für nicht alltägliche künstlerische Gestaltwerte und die städtebauliche Bedeutung als Element des räumlichen Gefüges einer Straße mit Wirkung auf das Straßen- und Ortsbild.“ Die einheitliche Bebauung der Häuserzeile an der Karmarschstraße gegenüber der Markthalle bildet eine Gruppe baulicher Anlagen („Ensemble“), die denkmalgeschützt ist. Das Gebäude Karmarschstraße 44 ist ferner Teil der Gruppe baulicher Anlagen „Altstadt: Am Markt/Hanns-Lilje-Platz“, die den mittelalterlichen Siedlungskern repräsentiert.